# Филисов, Александр Прокофьевич
Александр Прокофьевич Филисов (1779—1853) — Любимский уездный предводитель дворянства (1828—1831), майор, участник наполеоновских войн.

## Биография
Родился в 1779 году в селе Дорское Любимского уезда Ярославской губернии в семье Прокофия Прокофьевича Филисова, получившего в 1776 году классный чин.
Поступивший с 1 января 1797 года на военную службу в Кавалергардский полк, 19 ноября того же года был переведён унтер-офицером в лейб-гвардии Преображенский полк — в гренадёрский батальон генерал-майора И. К. Гика; 13 июня 1798 года выпущен из гвардии в гарнизонный Тизенгаузена полк (Нарвский гарнизонный полк) с чином прапорщика, с 25 августа 1798 года — полковой адъютант. Был произведён 23 октября 1798 года в поручики, а 23 августа 1799 года — в штабс-капитаны. Вышел в отставку с производством в капитаны 7 октября 1801 года; за время службы в походах и сражениях не участвовал.
Поселился в своём имении в Любимском уезде, где в 1809 году построил церковь с тремя престолами: Рождества Пресвятой Богородицы, Святой Живоначальной Троицы и Святого Николая Чудотворца. В 1807 году поступил в Земской войско Ярославской губернии, откуда был уволен 20 мая 1808 года в чине майора; был награждён золотой медалью «За Веру и Отечество Земскому войску» на владимирской ленте.
С началом войны 1812 года Филисов сдал в Ярославское ополчение двух ратников, а сам поступил майором в 1-й конно-казачий полк (600 сабель) полковника Михаила Петровича Селифонтова (1780—1835) в составе Ярославского ополчения под общей командой генерал-майора Якова Ивановича Дедюлина. Командовал батальоном, но, как и всё ополчение, участия в сражениях на российской территории не принимал.
В заграничном походе русской армии был под командой генерала Павла Васильевича Голенищева-Кутузова и отличился при блокаде крепости Ландау (Landau).
После роспуска ополчения 22 января 1814 года возвратился на родину и снова поселился в своём имении. Около 1816 года получил бронзовую медаль «В память Отечественной войны 1812 года» на владимирской ленте.
С 25 мая 1828 года он занимал должность предводителя дворянства Любимского уезда Ярославской губернии. На этом посту он служил до 26 июня 1831 года, когда был уволен по собственному прошению из-за болезни.
Умер в 1853 году и был похоронен при построенной им Вознесенской церкви в селе Парфеньево Любимского уезда. Там же была похоронена его супруга; женат он был на княжне Евдокии (Авдотье) Петровне Шелешпанской (1778 — 19.07.1852).
Портрет А. П. Филисова является частью экспозиции Музея-панорамы «Бородинская битва». В 1912 году он принадлежал Н. Ю. Зографу; в 1960-х годах О. Г. Зограф передала его в музей.